# @llnightnippon.com
@llnightnippon.com（オールナイトニッポン・コム）は、ニッポン放送LF+Rをキーステーションに1999年3月29日から2003年3月29日まで放送していたラジオ番組である。

## 概要
放送時間は月曜日から土曜日の25:00 - 27:00。
番組開始から半年間はインターネットや携帯電話を利用し、電子メールなどを活用していく試みが行われていた。またオールナイトニッポンの代名詞でもあるテーマ曲の「BITTERSWEET SAMBA」もその半年間は流されず、番組ごとに異なるテーマ曲が使われていた。半年後の1999年10月から番組終了までは「BITTERSWEET SAMBA」が流された。
開始当初は番組名が@llnightnippon com.（ドットが最後尾にある）だった。また、局のタイムテーブルによっては、「allnightnippon.com」と表記されたり、後続の「allnightnippon-r」も「@llnightnippon-r」と表記されることもあったが、いずれも間違いである。また、新聞のラジオ欄では「オールナイトコム」という表記も見られた。
2003年3月の「LF+R」廃止に伴い終了。終了後のこの枠は4年ぶりにタイトルが「オールナイトニッポン」に戻った。

## パーソナリティ

### 本編
- ココリコ（『ココリコの@llnightnippon.com[2]』。毎週月曜、1999年3月29日 - 2001年3月、2年）
- U-turn（『U-turnの@llnightnippon.com ミュージックキング[3]』。毎週土曜[4]、1999年3月30日 - 2000年3月、1年）
- 井手功二（『@llnightnippon.com 井手功二のゲリラ on ナイト』。毎週水曜、1999年3月31日 - 9月、半年）
- 荘口彰久（『@llnightnippon.com 荘口彰久のネクストブレイクファクトリー』。毎週木曜、1999年4月1日 - 9月、半年、『@llnightnippon.com たまそう音楽堂[5]』。毎週土曜、2000年10月 - 2001年10月、1年1ヶ月）
- SILVA（『@llnightnippon.com SILVAのLOVE&SEX』。毎週金曜、1999年4月2日 - 9月、半年）
- LFクールK（『クールKのウルトラカウントダウン』。毎週土曜、1999年4月3日 - 9月、半年）
- 加藤晴彦（『加藤晴彦の@llnightnippon.com』。毎週火曜、1999年10月 - 2001年9月、2年）
- ナインティナイン（『ナインティナインの@llnightnippon.com』。1999年9月 - 2003年3月、3年半）[6]
- 竹村あきら (SNAIL RAMP) （『SNAIL RAMP 竹村あきらの@llnightnippon.com』。毎週金曜、1999年10月 - 2001年6月、1年9ヶ月）
- aiko（『aikoの@llnightnippon.com』。1999年11月17日 - 2003年3月26日、3年5ヶ月）
- 玉川美沙（『@llnightnippon.com 玉川音楽堂』『@llnightnippon.com たまそう音楽堂』。毎週土曜、2000年4月 - 2001年10月、1年1ヶ月）
- RIZE（『RIZEの@llnightnippon.com』。毎週月曜、2001年4月 - 9月、半年）
- 藤井隆（『藤井隆の@llnightnippon.com サタデーカウントダウン[7]』。毎週土曜[8]、2001年10月 - 2002年9月、1年）[9]
- ガレッジセール（『ガレッジセールの@llnightnippon.com』。毎週月曜、2001年10月 - 2002年3月、26:00 - 27:00、半年）[10]
- コブクロ（『コブクロの@llnightnippon.com』。毎週火曜、2001年10月 - 2002年3月、半年）
- ビビる（『ビビるの@llnightnippon.com』。毎週金曜、2001年10月 - 2002年4月、7ヶ月）[11]
- 河村隆一（『河村隆一の@llnightnippon.com MUSIC JAM』。アシスタント増田みのりアナ。毎週土曜、2001年11月 - 2002年3月、5ヶ月）
- 押尾学 (LIV) （『LIV 押尾学の@llnightnippon.com』。毎週火曜、2002年4月 - 9月、半年）
- 大木淳（ビビる大木）（『大木淳の@llnightnippon.com』。毎週金曜、2002年5月 - 9月、5ヶ月）[12]
- Gackt（『Gacktの@llnightnippon.com』。2002年4月 - 2003年3月、1年）
- 土屋礼央 (RAG FAIR) （『RAG FAIR土屋礼央の@llnightnippon.com』。2002年10月8日 - 2003年3月、半年）[13]
- 綾小路セロニアス翔（氣志團）（『氣志團綾小路セロニアス翔の@llnightnippon.com』。2002年10月 - 2003年3月、半年）[14]
- 吉田尚記（『LF+RリスナーズBEST!』。2002年10月 - 2003年3月、半年）[15]

#### パーソナリティの変遷
| 期間    | 期間    | 月曜日               | 火曜日   | 水曜日   | 木曜日           | 金曜日     | 土曜日            |
| ------- | ------- | -------------------- | -------- | -------- | ---------------- | ---------- | ----------------- |
| 1999.03 | 1999.10 | ココリコ             | U-turn   | 井手功二 | 荘口彰久         | SILVA      | LFクールK         |
| 1999.10 | 1999.11 | ココリコ             | 加藤晴彦 | 週替わり | ナインティナイン | 竹村あきら | U-turn            |
| 1999.11 | 2000.04 | ココリコ             | 加藤晴彦 | aiko     | ナインティナイン | 竹村あきら | U-turn            |
| 2000.04 | 2000.09 | ココリコ             | 加藤晴彦 | aiko     | ナインティナイン | 竹村あきら | 玉川美沙          |
| 2000.10 | 2001.03 | ココリコ             | 加藤晴彦 | aiko     | ナインティナイン | 竹村あきら | 玉川美沙 荘口彰久 |
| 2001.04 | 2001.06 | RIZE                 | 加藤晴彦 | aiko     | ナインティナイン | 竹村あきら | 玉川美沙 荘口彰久 |
| 2001.07 | 2001.08 | RIZE                 | 加藤晴彦 | aiko     | ナインティナイン | 週替わり   | 玉川美沙 荘口彰久 |
| 2001.09 | 2001.09 | RIZE                 | 加藤晴彦 | aiko     | ナインティナイン | CHEMISTRY  | 玉川美沙 荘口彰久 |
| 2001.10 | 2001.10 | 藤井隆ガレッジセール | コブクロ | aiko     | ナインティナイン | ビビる     | 玉川美沙 荘口彰久 |
| 2001.11 | 2002.03 | 藤井隆ガレッジセール | コブクロ | aiko     | ナインティナイン | ビビる     | 河村隆一          |
| 2002.04 | 2002.05 | Gackt                | 押尾学   | aiko     | ナインティナイン | ビビる     | 藤井隆            |
| 2002.05 | 2002.09 | Gackt                | 押尾学   | aiko     | ナインティナイン | ビビる大木 | 藤井隆            |
| 2002.09 | 2003.03 | Gackt                | 土屋礼央 | aiko     | ナインティナイン | 綾小路翔   | 吉田尚記          |

### 箱番組
- LF+Rディレクターズカット（毎週月曜、1999年3月29日 - 1999年9月、26:30 - 27:00、半年）
- 小室哲哉（毎週火曜、1999年3月30日 - 2000年4月、26:30 - 27:00[16]、1年1ヶ月）
- MASCHERA（『@llnightnippon.com MASCHERA 人力鉄道』。毎週火曜、1999年3月30日 - 1999年9月、26:30 - 27:00、半年）
- MISIA（毎週水曜、1999年3月31日 - 1999年9月、26:00 - 26:30、半年）
- Amika（毎週水曜、1999年3月31日 - 1999年9月26:30 - 27:00、半年）
- SNAIL RAMP（毎週木曜、1999年4月1日 - 9月、26:30 - 27:00、半年）
- 松本孝弘（毎週金曜、1999年4月2日 - 9月、26:00 - 26:30、半年）
- トライセラトップス（『トライセラトップス ブルースバスター』。毎週金曜、1999年4月2日 - 2001年6月、26:00 - 26:30[17]、2年3ヶ月）
- L'Arc〜en〜Ciel（『@llnightnippon.com L'Arc〜en〜Ciel OH!DAIBA TO BLUE』。毎週土曜、1999年4月 - 9月、26:30 - 27:00、半年）
- 藤井隆（毎週月曜、1999年10月 - 2001年9月、26:00 - 26:30[18]、2年）
- SHAME（『SHAMEのPandora's Box』。毎週金曜、1999年10月 - 2001年6月、26:30 - 27:00、1年9ヶ月）
- ビビる（『ビビるの芸能界ビビりまくり』『ビビるのIt's Show Time![19]』。毎週土曜、1999年10月 - 2000年9月、26:30 - 27:00、1年）
- コブクロ（毎週月曜、2001年4月 - 9月、26:30 - 27:00、半年）
- ポルノグラフィティ（『ポルノグラフィティのR-317』。毎週火曜、2000年5月 - 10月、26:30 - 27:00、5ヶ月）[20]
- CHEMISTRY（『CHEMISTRYのSparkling Chemical』。毎週月曜[21]、2001年11月 - 2003年3月、1年5ヶ月）